# (36676) 2000 QG222
2000 QG222 (asteroide 36676) é um asteroide da cintura principal. Possui uma excentricidade de 0.03078460 e uma inclinação de 10.83222º.
Este asteroide foi descoberto no dia 21 de agosto de 2000 por LONEOS em Anderson Mesa.